# (1090) Sumida
(1090) Sumida es un asteroide perteneciente al cinturón de asteroides descubierto por Okuro Oikawa desde el observatorio astronómico de Tokio, Japón, el 20 de febrero de 1928.

## Designación y nombre
Sumida recibió al principio la designación de 1928 DG.
Más tarde se nombró por el Sumida, un río de Japón.

## Características orbitales
Sumida está situado a una distancia media del Sol de 2,36 ua, pudiendo acercarse hasta 1,841 ua y alejarse hasta 2,879 ua. Tiene una inclinación orbital de 21,51° y una excentricidad de 0,2201. Emplea en completar una órbita alrededor del Sol 1324 días.